# کاکاکشتیه
بنای کاکاکشتیه مربوط به دوره اشکانیان است و در شهرستان دالاهو، بخش مرکزی، دهستان بان زرده، ۱/۵ کیلومتری روستای زرده واقع شده و این اثر در تاریخ ۲۷ اسفند ۱۳۸۶ با شمارهٔ ثبت ۲۲۴۴۸ به‌عنوان یکی از آثار ملی ایران به ثبت رسیده است.